# 1967 en littérature
| Années de la littérature : 1964 - 1965 - 1966 - 1967 - 1968 - 1969 - 1970    |
| Décennies de la littérature : 1930 - 1940 - 1950 - 1960 - 1970 - 1980 - 1990 |

Cet article présente les faits marquants de l'année 1967 en littérature.

## Événements
- Première parution du Petit Robert

## Presse
- Création du Polyscope, journal étudiant de l'École polytechnique de Montréal.

## Parutions
Voir aussi 1967 en littérature de science-fiction.

### Essais
1. Jacques Derrida,  De la grammatologie.
2. Robert Aron, Histoire de l'épuration, éd. Fayard.
3. François Bloch-Lainé, L'Entreprise et l'économie du XXe siècle, éd. Presses universitaires de France.
4. Gilles Deleuze (philosophe), Présentation de Sacher-Masoch : La Vénus à la fourrure, éd. de Minuit, 276 pages.
5. Desmond Morris (zoologiste britannique), Le Singe nu.

#### Essais sur la sociologie
Plusieurs essais parus en 1967 nourrissent quelques mois plus tard l'esprit de mai 68. On compte notamment :
1. Guy Debord, La Société du spectacle, éd. Buchet-Chastel. Une dénonciation de la société de consommation.
2. Raoul Vaneigem, Traité de savoir-vivre à l'usage des jeunes générations, ed. Gallimard.
3. J. M. G. Le Clézio, L'Extase matérielle, éd. Gallimard.
4. Jacques Derrida, L'Écriture et la Différence, éd. Seuil.

### Poésie
1. Louis-René des Forêts, Les Mégères de la mer, éd. Mercure de France.
2. Philippe Jaccottet, Airs, éd. Gallimard.

### Romans

#### Auteurs francophones
1. Louis Aragon, Blanche ou l'Oubli.
2. Jean-Louis Curtis, Un jeune couple, éd. Julliard.
3. Jean Dutourd, Pluche ou l'Amour de l'art, éd. Flammarion.
4. Yves Régnier, Un Monde Aveugle I La Barette, Gallimard.
5. Francis Ryck, Feu vert pour poissons rouges, éd. Les Belles Lettres [1] un roman d'espionnage sur le thème du marginal embarqué dans une histoire qui ne le concerne pas mais qui le sort de sa routine.
6. Henri Vincenot, Pierre le chef de gare, éd. Denoël.
7. Henri Vincenot, Les Voyages du professeur Lorgnon, éd. Denoël.  Chroniques sur la France et les Français.
8. René Boylesve, Les Bonnets de dentelle (œuvre posthume), éd. Gibert-Clarey

### Nouvelles
1. Simone de Beauvoir, La Femme rompue.

## Théâtre
- 14 janvier : Inauguration du théâtre du Petit-Odéon à Paris avec deux pièces de Nathalie Sarraute, le Silence et le Mensonge.

## Prix littéraires
- 10 décembre : L’écrivain guatémaltèque Miguel Angel Asturias prix Nobel de littérature.
- Prix Femina : Élise ou la Vraie Vie de Claire Etcherelli
- Prix Goncourt : André Pieyre de Mandiargues pour La Marge.
- Grand prix du roman de l'Académie française : Vendredi ou les Limbes du Pacifique de Michel Tournier.
- Prix Médicis : Histoire de Claude Simon
- Prix Renaudot : Le Monde tel qu'il est de Salvat Etchart
- Prix Interallié : Oui l'espoir d'Yvonne Baby
- Prix des Libraires : Les Feux de la Chandeleur de Catherine Paysan
- Grand prix de littérature du Conseil nordique : Johan Borgen, Nye noveller.
- Prix des Deux Magots : L'Air de Venise de Solange Fasquelle
- Pérou : Mario Vargas Llosa reçoit le prix Rómulo Gallegos.
- Voir la liste des Prix du Gouverneur général 1967.

## Principales naissances
- 2 mars : Ann Leckie, écrivaine américaine de science-fiction.
- 24 mars : Anton Outkine, écrivain russe.
- 8 mars : Aslı Erdoğan, écrivaine turque.
- 4 juin : Marie NDiaye, écrivaine français.
- 6 juin : Françoise Nimal, écrivaine belge.
- 28 juin : Ha Seong-nan, écrivaine sud-coréenne.
- 13 août : Amélie Nothomb, écrivaine belge.
- 22 août : Valérie Rouzeau, poétesse, traductrice et parolière française.

- Ted Chiang, écrivain américain de science-fiction.
- Thuân, écrivaine et traductrice française d'origine vietnamienne.

## Principaux décès
- 4 mars : José Martínez Ruiz, dit Azorín, romancier espagnol (° 1873).
- 20 mars : Mihai Tican Rumano, écrivain voyageur roumain (° 2 juillet 1893).
- 24 mai : Maria Le Hardouin, écrivaine suisse (° 24 mai 1912).
- 7 juin : Dorothy Parker, écrivaine et scénariste américaine (° 22 août 1893).
- 22 juillet :
  - Lajos Kassák, poète, romancier, et peintre hongrois (° 21 mars 1887).
  - Carl Sandburg, poète et historien américain (° 6 janvier 1878).
- 29 septembre : Carson McCullers, écrivaine américaine (° 19 février 1917).
- 14 octobre : 
  - Marcel Aymé, écrivain français (° 29 mars 1902).
  - Claire Sainte-Soline, écrivaine française et jurée littéraire (° 18 septembre 1891).